# Džiterbag
Džiterbag je vrsta plesa popularisana među afroamerikancima u Sjedinjenim Državama početkom 20. veka i povezana je sa različitim vrstama sving plesova kao što su lindi hop, džajv i sving istočne obale.

## Poreklo
Prema Oksfordskom engleskom rečniku (OED) reč „jitterbug“ je kombinacija reči „jitter“ i „bug“; obe reči su nepoznatog porekla.
Prva upotreba reči „jitters“ koju citira OED je iz 1929. godine, čin II drame Prestona Sterdžesa Strogo nečasno, u kojoj lik Isabele kaže: „Vili je dobio džitere“, na šta sudija odgovara „Džiterse?“, nakon čega Isabela objašnjava „Znate, on stalno pravi grimase.“ Drugi citat u OED-u je iz Nujork presa od 2. aprila 1930: „Igra se igra tek nakon što momci i devojke imaju imali previše džina i dospeju u stanje džitera, bolesti poznate među uobičajenim stadom kao hibi džibis.“
Prema H. V. Fraju, u njagovom pregledu Rečnika porekla reči Džozefa Tvajdela Šiplija iz 1945. godine, reč „jitters” "potiče od spunerizma [ za ] ... i prvobitno se odnosila na osobu pod uticajem džina i rakije“.
Ventvort i Flekner objašnjavaju „džiterbag“ kao „onaj koji, iako nije muzičar, entizijastično vole ili razume muziku svinga; obožavatelj svinga“ ili „onaj koji često plešu uz sving muziku“ ili „poklonik džiterbag muzike i plesa; onaj koji prati modu i pomodnosti poklonika džiterbaga ... Da pleše, posebno uz džez ili sving muziku i obično na izuzetno energičan i atletski način“.
Prvi citat koji sadrži izraz „džiter bag“ zabeležen u OED-u je iz pesme „Jitter Bug“ Kaba Kaloveja iz 1934. Časopis Song Hits, u svom izdanju od 19. novembra 1939, objavio je liriku, uključujući: „To su četiri mala džiterbaga. On ima džitere svakog jutra; zato je nastao džiter sos." (engl. “They’re four little jitter bugs. He has the jitters ev’ry morn; that’s why jitter sauce was born.”)

## Rana istorija
Snimak Kaba Kaloveja iz 1934. godine „Call of the Jitter Bug“ (džiterbag) i film „Kab Kalovejova džiterbag zabava“ popularizovali su upotrebu reči „džiterbag“ i stvorili snažnu vezu između Kaloveja i džiterbaga.
U filmu Hi De Ho iz 1947. godine, Kalovej uključuje sledeće redove u svojoj pesmi „Minnie the Moocher“: „"
Što se tiče Savojske plesne dvorane, plesni kritičar Džon Martin iz Njujork tajmsa napisao je sledeće:
Beli džiterbag je češće nego ne neotesan za gledanje ... ali je njegov crnački original sasvim druga stvar. Njegovi pokreti nikada nisu toliko preterani da im nedostaje kontrole, a u njegovim najnasilnijim figurama postoji nepogrešivo dostojanstvo ... postoji izuzetna količina improvizacije ... pomešana ... s likovima lindi hopa. Od svih plesova plesnih dvorana koje su ove znatiželjne oči videle, ovo je nesumnjivo najbolje.
Norma Miler je, međutim, napisao da kada su „turisti“ došli u Savoju, oni su videli uvežbani i koreografisani ples za koji su pogrešno mislili da je redovna grupa plesača koji jednostavno uživaju u društvenim plesovima.
U jednom tekstu se navodi da su „šag i singl lindi predstavljali ranije popularne osnove“ džiterbaga, koji je ustupio mesto dubletskom lindiju kada je rokenrol postao popularan.
Jedan mladi belac srednje klase iz predgrađa Pitsburga u Pensilvaniji naučio je da pleše džiterbag 1939. godine idući u kvart „Hil Siti“ tog grada da gleda crne plesače. Oni su plesali glatko, bez cupkanja i poskakivanja po plesnom podijumu.
Najteže je naučiti kretanje karlice. Pretpostavljam da sam uvek osećao da su ti pokreti nekako nepristojni. Morate se njihati, napred i nazad, kontrolisanim kretanjem kukova, dok vam ramena ostaju u ravni, a noge klize duž poda. Vaša desna ruka se drži nisko na leđima devojke, a leva dole uz vas, zatvarajući njenu ruku.
Kada se otisnuo u „obližnje industrijske gradove, uzimajući partnerke na lokaciji“, on je otkrio da postoje bele devojke koje su „radničko gradske ... niže klase“ i mogu da igraju i da se kreću „u autentičnom, fluidnom stilu“. "Bile su siromašnije i slabije obrazovane od mojih srednjoškolskih prijatelja, ali su zaista mogle da plešu. Zapravo, u to vreme se činilo da što je devojka bila nižeg razreda, to je bila bolja plesačica."
Muzička numera pod nazivom „Džiterbag“ napisana je za film Čarobnjak iz Oza iz 1939. godine. „Džiterbag“ je bila buba koju je Zla veštica Zapada poslala da presretne junake prisiljavajući ih da igraju u stilu džiterbaga. Iako sekvenca nije bila uključena u finalnu verziju filma, veštica se kasnije čuje kako govori vođi letećih majmuna: „U prethodnicu sam poslala malog insekta da izvede borbu iz njih“. Pesma koju je Džudi Garland pevala kao Doroti i neki od uspostavljajućih dijaloga preživeli su sa zvučne trake kao B-strana izdanja diska „Preko duge”. Mjuzikl adaptacija filma iz 2011. godine i film Tom i Džeri: Povratak u Oz takođe su sadržali tu numeru.

## Popularnost
Godine 1944, uz kontinuirano učešće Sjedinjenih Država u Drugom svetskom ratu, uvedena je 30% federalna akciza na „plesne“ noćne klubove. Iako je porez kasnije smanjen na 20%, natpisi „Zabranjeno plesanje“ pojavili su se širom zemlje. Džez bubnjar Maks Rouč tvrdio je da, „Ovaj porez je stvarna priča zašto su plesovi ... javni plesi sami po sebi ... upravo odbačeni. Vlasnici klubova, promoteri, nisu mogli da priušte plaćanje gradskog poreza, državnog poreza, vladinog poreza.”
Drugi svetski rat je olakšao širenje džiterbaga preko Tihog i Atlantskog okeana. Britanski Samoanci su praktikovali „Sibi verziju” džigerbaga do januara 1944. Preko Atlantika u pripremi za Dan D bilo je skoro 2 miliona američkih vojnika stacioniranih širom Britanije u maju 1944. Plesne sale koje su bile zatvorene zbog nedovoljne posećenosti otvorile su svoja vrata. Devojke iz radničke klase koje nikada ranije nisu plesale činile su veliki deo prisutnih, zajedno sa američkim vojnicima i mornarima. Do novembra 1945. godine nakon odlaska američkih trupa nakon Dana D, engleski parovi su upozoreni da ne nastave sa energičnim „nepristojnim američkim plesom“. Tajm je izveštavao da su američke trupe smeštene u Francuskoj 1945. godine plesale džiterbag, i do 1946, džiterbag je postao pomama u Engleskoj. To je već bio takmičarski ples u Australiji.
U tekstu Junajted presa koji je opisao Holivud 9. juna 1945, navedeno je da je plesačici Floridi Edvards presudom Okružnog apelacionog suda dodeljena suma od $7.870 zbog povreda koje je zadobila dok je plesala džiterbag u klubu Holivudska kantina prethodne godine.
Džiterbag se takođe plesao uz rani rokenrol. Rokabili muzičarka Dženis Martin poistovetila je džiterbag sa rokenrol plesom u svojoj pesmi „Drugstore Rock 'n' Roll” iz aprila 1956:
Devojke pune džuboks, a zatim traže

Džiterbag ruku pod ruku...

Prodavnica podrhtava, rok-rok.
Godine 1957, Američka radiodifuzna kompanija preuzela je televizijsku emisiju American Bandstand sa sedištem u Filadelfiji i prikazivala je širom Sjedinjenih Država. Taj program je sadržavao trenutno popularne pesme, nastupe muzičara uživo i ples u studiju. U to vreme, najpopularniji brzi ples bio je džiterbag, koji je opisan kao „pomamni ostatak dana plesnih dvorana iz doba svinga koji je bio samo nešto manje akrobatan od lindija“.
Bluz muzičar Madi Voters plesao je džiterbag tokom svog nastupa na Njuportskom džez festivalu 1960. godine, što je izazvalo masovne ovacije publike. Njegov nastup je snimljen i objavljen na LP At Newport 1960.
U članku iz 1962. godine u novinama Memphis Commercial Appeal, basista Bil Blek, koji je podržavao Elvisa Preslija od 1954. do 1957. godine, a sada je lider Bil Blek Komba, naveo je „džiterbag” zajedno sa tvistom i ča-ča-čaom kao „jedine plesne numere koje možete igrati”.